# Александрівка (Зеленоградський район)
Александрівка (рос. Александровка, нім. Posselau, лит. Pasėluva) — селище Зеленоградського району, Калінінградської області Росії. Входить до складу Ковровського сільського поселення.
Населення — 111 осіб (2015 рік).

## Населення
| 2002 | 2010 |
| ---- | ---- |
| 152  | ↘111 |